# Breedgerande glanskever
De breedgerande glanskever (Amphotis marginata) is een kever uit de familie glanskevers (Nitidulidae).

## Beschrijving
De kevers zijn tussen 3,8 en 5,8 mm groot.

## Symbiotische relatie
De breedgerande glanskever heeft een symbiotische relatie met mieren, met name met de glanzende houtmier (Lasius fuliginosus). Volwassen exemplaren van deze kever betrekken het grootste deel van hun voedsel van deze mieren. Ze kunnen de mieren zover krijgen dat ze het geoogste voedsel vrijgeven door de bedelsignalen na te bootsen die worden gebruikt tussen de mieren onderling.

## Verspreiding
Waarnemingen die zijn verzameld in GBIF suggereren dat de breedgerande glanskever voornamelijk in Europa leeft. Er zijn waarnemingen geregistreerd van het zuiden van Scandinavië tot het noorden van Spanje.

## Habitat
Door de symbiotische relatie met de glanzende houtmier heeft de breedgerande glanskever een leefgebied dicht bij de foerageerpaden van deze mieren.